# Île de Tounis

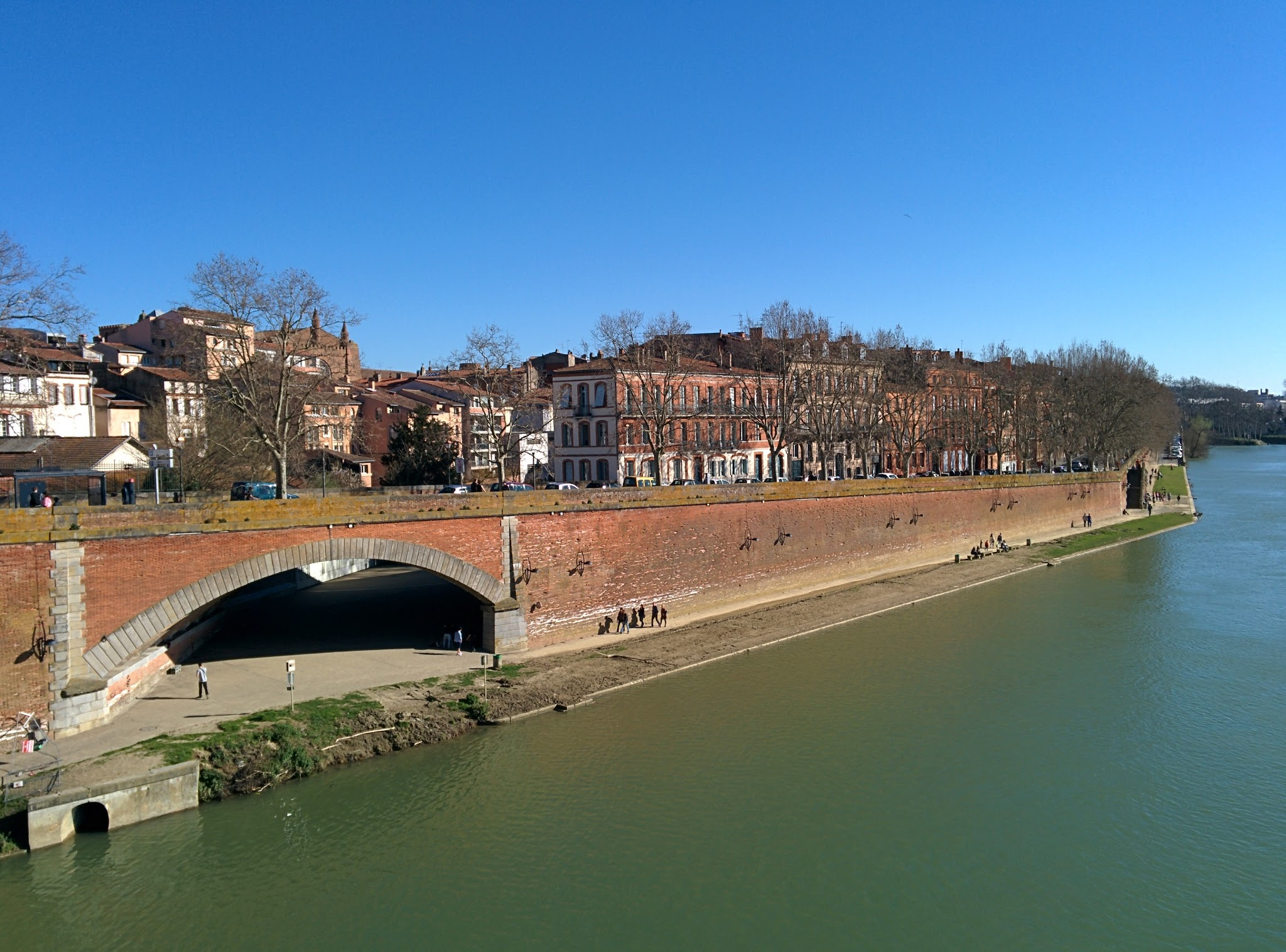
Quai de Tounis

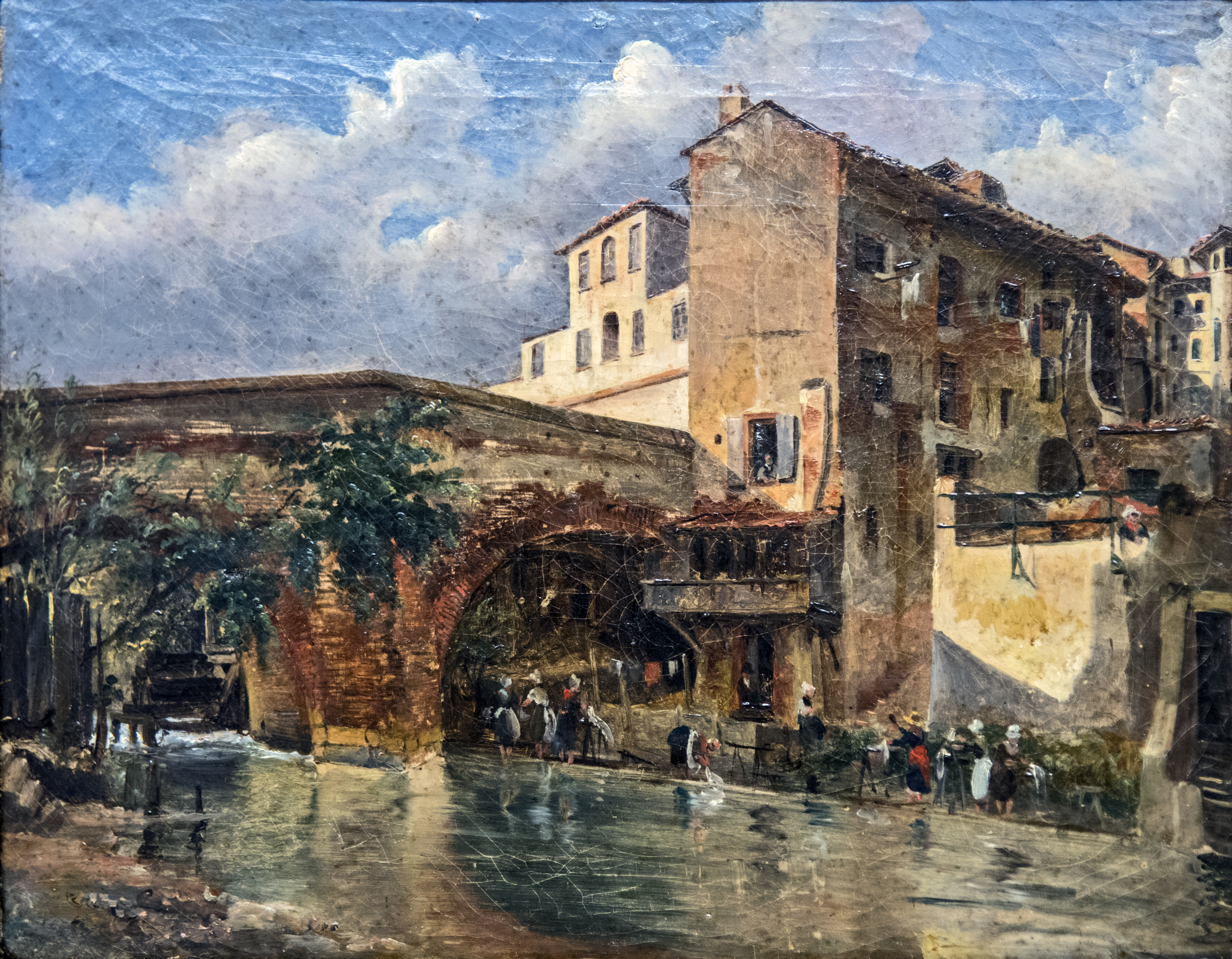
Le pont de Tounis et les lavandières
Musée du Vieux Toulouse

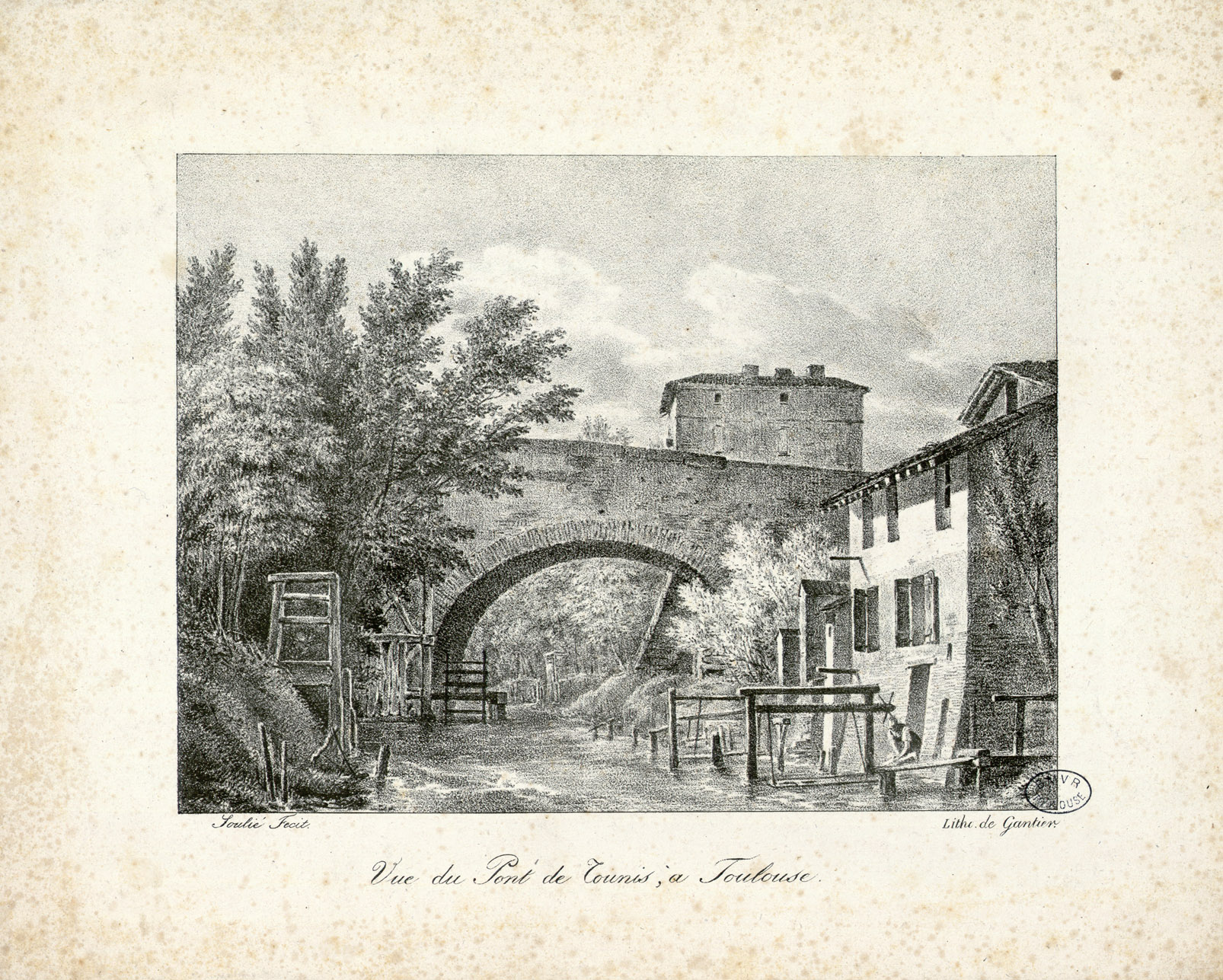
Vue du pont de Tounis, dessin de Léon Soulié lithographié par Gantier

L’île de Tounis était une île sur la Garonne dans la ville de Toulouse, séparée de la rive droite par un bras du fleuve appelé la Garonnette. La Garonnette ayant été asséchée en 1954, le « quartier de Tounis » n’est plus une île mais communique toujours principalement avec le reste de la ville par des ponts.

## Géographie
L’île de Tounis est une île délimitée à l’ouest par la Garonne et à l’est par la Garonnette, dont on ignore s’il s’agit d’un canal artificiel ou un bras naturel de la Garonne. L’île est donc sur la rive droite de la Garonne, orientée dans l’axe nord-sud. L’île mesure entre 100 et 150 mètres de large et 600 mètres de long, pour une superficie d’environ 5 hectares.
L’île de Tounis faisait partie du capitoulat de la Dalbade. Elle est située sur la rive droite, là où la Garonne se réoriente vers l’ouest.

## Voies de communication

### Ponts

#### Pont de Comminges
Le pont de Comminges est le plus vieux pont dont on a connaissance. Il a été bâti en bois près du château Narbonnais, entre 1275 et 1284. Il reliait l’île de Tounis aux rives droite et gauche. D’après Robert Mesuret, le pont n’avait pas de péage, mais un tronc à son entrée pour l’entretien. Le pont se serait effondré lors de l’inondation de 1389, et a été remplacé par le pont de la Dalbade,.

#### Pont de Tounis
Le pont principal reliant l’île à la ville était le pont de Tounis, longtemps en bois, puis construit en briques, toujours présent, le plus ancien de Toulouse. Il se prolongeait dans la traversée de la Garonne par le pont de Comminges, plusieurs fois construit et emporté par les eaux, subsistant pour un temps sous le nom de pont de bois.

#### Pont de Clary
Le pont de Clary, ou pont de bois, est un pont reliant l’île de Tounis à Toulouse. 

#### Pont de Pigasse
Le pont de Pigasse est un pont reliant l’île de Tounis à Toulouse.

#### Pont de fil de fer
En 1871, on construit un pont suspendu métallique étroit, que les habitants appellent le pont de fil de fer.

## Toponymie
Il existe plusieurs hypothèses étymologiques concurrentes. D’après les Mémoires de l’histoire du Languedoc de Guillaume de Catel, il existe deux documents à l’origine du débat.
Le premier document est un arrêt dans lequel l’île est appelée portus Sanctii Antonii (port de Saint-Antoine) et dans lequel est évoqué le syndicum piscatorum partitarum Sancti Cypriani, Badaclei & Thonisii (syndic des pêcheurs des quartiers de Saint-Cyprien, du Bazacle et de Tounis). D’après Guillaume de Catel, « le mot de Tounis vient du port Saint-Antoine car en langage de ce pays, Toni veut dire Antoine ». Ferdinand Mazzoli ajoute que le port de Saint-Antoine était appelé « en langue vulgaire Sant-Antoni, mot dont a dû faire Toni ou Tounis ». Le nom d’Antoine viendrait de la légende de saint Antonin, qui présente deux versions différentes, mais non contradictoires. Pierre de Gorsse raconte que l’île de Tounis « aurait été celle où se serait arrêtée pour la nuit la barque conduite par des aigles qui de Pamiers ramenait saint Antonin vers Noble Val ». Alex Coutet explique que l’île « tire son nom d’un pieuse légende, celle de saint Antonin, qui fut précipité dans les flots, pour avoir voulu prêcher l’Évangile ».
Le deuxième document est un acte dans lequel l’île de Tounis est nommé insula Thonissii, sive salvitatis Tolosæ (île de Tounis et de la sauveté de Toulouse). Cette dénomination est partagée par Ferdinand Mazzoli, J.-M. Cayla, Cléobule Paul et Pierre Salies.
Pierre Salies ajoute une autre hypothèse selon laquelle le droit de tonlieu, impôt sur la circulation des marchandises, était perçu au port de Saint-Antoine. Il existait alors des nombreux termes pour désigner ce droit : « Tonnil, Thonny, Tonny, Thony, Tonis, Touni et même un parfait Tounis à Liège, en 1355 ».
Une hypothèse rapportée par J.-M. Cayla et Cléobule Paul voudrait que « l’île du port Saint-Antoine fut donnée par la comtesse Jeanne, à quelques soldats qui avaient accompagné le roi saint Louis à sa dernière croisade, en Afrique ; ces guerriers, pour perpétuer chez leurs descendants le souvenir de leurs expéditions lointaines, appelèrent leur île Tunis, nom qui plus tard se modifia en celui de Tounis ». Toutefois, elle semble peu convaincante et quelque peu fantaisiste.
Durant la Révolution, et par décision du 6 floréal an II, l’île de Tounis a été renommée Île française. Toutefois, ce nom n’a pas été gardé.

## Histoire
L’île de Tounis est peuplée très tôt, principalement par des artisans dont les activités sont liées au fleuve, nécessitant l’usage de l’eau mais aussi d’égouts pour évacuer des résidus : pêcheurs, lavandières, teinturiers, tanneurs, corroyeurs, bouchers… Métiers qui engendrent beaucoup de mauvaises odeurs, et que l’on tend à chasser des autres quartiers de la ville. C’est donc un quartier très actif, mais toujours très pauvre, sans cesse dévasté par les inondations, et qui n’a du reste conservé aucun élément architectural notable antérieur au XIXe siècle.

### Les ponts
L’île de Tounis a constitué un point d’appui pour plusieurs ponts traversant la Garonne : l’aqueduc antique, dit pont de la reine Pédauque, probablement doublé d’un pont pour le passage des personnes et des marchandises, passant par l’actuelle Prairie des Filtres en venant des hauteurs de Lardenne, atteignait la pointe nord de l’île, puis la rive droite de la Garonne. Les restes des piles subsistèrent assez longtemps dans le lit du fleuve, et la pile de Tounis fut longtemps célèbre pour avoir supporté la Gabio (occitan gàbia, « cage »), cage où l’on enfermait les personnes accusées de prostitution ou de proxénétisme, et que l’on descendait dans la Garonne : les rares qui survivaient à la noyade étaient reconnus innocents. De là venait aussi le nom du port de la Gabio installé à cet endroit.
En partie sud de l’île, un pont de sept arches fut construit au Moyen Âge pour recevoir les moulins dits du Château narbonnais, situés près du château qui était la résidence des comtes de Toulouse. La Garonnette actionnait seize meules et constituait le canal de fuite des moulins.